# Operazione Gvardijan
L'operazione Gvardijan è stata un'operazione segreta dell'Amministrazione per la sicurezza statale jugoslava (UDBA) dal 1947 al 1948. Ha impedito il tentativo degli emigrati ustascia di compiere azioni terroristiche e diversive in Jugoslavia per unire i Križari (crociati) anticomunisti nel paese, in una rivolta contro la nuova autorità.
L'infiltrazione degli ustascia (chiamata Operazione 10 aprile) iniziò con il consenso di Ante Pavelić (dopo il suo fallimento, ne prese le distanze). L'azione è stata guidata da Božidar Kavran. Il primo gruppo è stato arrestato sul monte Papuk. L'UDBA ha lanciato l'operazione Gvardijan per attirare gli ustascia fuggiti inviando messaggi falsi, durante la quale sono stati arrestati un totale di 19 gruppi ustascia. L'operazione si è conclusa con l'arresto di Kavran. Gli ustascia furono processati nell'agosto 1948, con la maggior parte condannata a morte, mentre altri furono condannati al carcere: in totale, 96 ustascia furono arrestati o uccisi, inclusi Ante Vrban e Ljubo Miloš.

## Contesto storico
Con la sconfitta dello Stato Indipendente di Croazia e il ritiro del suo esercito in Austria nel maggio 1945, i gruppi di soldati sparsi nella Jugoslavia sfuggirono alla cattura. Si chiamavano Križari (crociati). Nel 1946, i croati anticomunisti, per lo più ex ustascia o membri di alto rango della guardia nazionale croata, si unirono abbastanza da prendere in considerazione una rivolta. Sapevano dell'esistenza dei crociati, ma non avevano alcun legame diretto con gli emigranti. Gli emigranti inviarono i loro uomini in Jugoslavia per informarli della situazione. Il maggiore ustascia Ante Vrban tornò dall'esilio nell'estate del 1945 e arrivò vicino a Zagabria. Ante Pavelić e il colonnello Jakov Džal chiesero a Vrban di tornare in Jugoslavia, cosa che fece nell'aprile 1946, tornando in Jugoslavia per sei mesi, visitando i crociati nel nord della Croazia, in Bosnia ed Erzegovina.
Gli emigranti croati all'estero diffondono notizie esagerate sul numero dei crociati e sulla loro lotta contro le forze di sicurezza jugoslave. Le speranze della leadership ustascia furono rafforzate dal deterioramento delle relazioni tra la Jugoslavia e gli alleati occidentali, e tra l'Unione Sovietica e gli alleati occidentali: sembrava che una nuova guerra mondiale fosse inevitabile.
Nel 1946, Lovro Sučić e Božidar Kavran formarono un Comitato di Stato croato in Austria, il cui compito sarebbe stato quello di guidare una rivolta nell'ex Stato Indipendente di Croazia. Il comitato preparò gruppi di ufficiali da infiltrare in Jugoslavia per organizzare i gruppi armati sul posto. Gli emigranti hanno contattato i servizi segreti stranieri, l'intelligence angloamericana ha promesso che avrebbe fornito il materiale necessario ed, in cambio, avrebbero dovuto riferire sulla situazione.
Gli emigranti ustascia in Italia ricevettero diverse notizie della presunta resistenza su vasta scala nella nuova Jugoslavia. Hanno stilato i loro piani per una rivolta: questo piano è stato chiamato "Operazione 10 aprile".
Hanno tentato di arruolare gli emigranti in Austria. Kavran accettò la loro partecipazione con incredulità, poiché gli ustascia in Italia erano sotto la forte influenza di Ante Moškov, che era in conflitto con Pavelić. Quando fu raggiunta una soluzione di compromesso tra questi due piani, Kavran andò in Italia con lo pseudonimo di "Gvardijan" e scelse gli uomini per questo piano all'interno dei campi profughi. Il piano era di entrare in contatto con il gruppo di crociati di Rafael Boban, che avrebbero dovuto agire da qualche parte nella regione di Bilogora.
Le forze di sicurezza jugoslave (OZNA/UDBA, KNOJ ed esercito jugoslavo) distrussero molti gruppi dei crociati, quindi nel 1947 la resistenza era terminata.

## L'operazione
Prima dell'inizio dell'operazione, l'ufficio per la Croazia a Zagabria, a maggio, ha ricevuto una comunicazione da Vienna dal suo principale agente tra gli emigrati ustascia, comunicava che il primo gruppo sarebbe arrivato presto a Papuk. UDBA ha preparato una replica sotto il nome segreto Gvardijan, il nome di battaglia di Kavran, per preparare le contromisure.
Kavran, con il supporto di altri dirigenti emigrati, ha inviato il suo primo gruppo. Ha scelto l'ustascia Ljubo Miloš, ex sindaco ed ex comandante del campo di concentramento di Jasenovac, il sindaco Ante Vrban e Luka Grgić. Kavran li assicurò che avrebbero trovato i sostenitori del Partito Contadino Croato. Il loro compito era organizzare e coordinare questi gruppi.
Il 7 giugno il gruppo ha attraversato il confine jugoslavo-ungherese. Miloš inviò un messaggio a Kavran che nessun gruppo crociato era nell'area di Koprivnica e che avrebbero proseguito. Dopo alcuni giorni girovagando intorno a Papuk, Dilje, Psunj e Babja Gora, si convinsero che non si sarebbero trovati gruppi di crociati e tornarono in Austria. Al loro ritorno, il 19 luglio, hanno incontrato un agente dell'UDBA che ha riferito loro della sua postazione: si presentò come membro di un gruppo crociato del maggiore Mikulčić (che conoscevano personalmente) e così organizzarono un incontro.
Miloš e Vrban hanno improvvisato un campo con i membri dell'UDBA. Mentre stavano riposando, l'ufficiale dell'UDBA ha dato il segnale "Jozo, portami dell'acqua", i membri dell'UDBA si sono lanciati su Miloš e Vrban. Grgić fu liquidato in seguito. Vrban e Miloš sono stati trasferiti nella prigione Savska cesta di Zagabria. Entrambi hanno spiegato i piani dei loro colleghi. La sezione croata dell'UDBA, sotto la direzione di Ivan Krajačić, è entrata in azione: inviò a Kavran un falso messaggio, informandolo che il primo gruppo su Papuk era stato collegato ai crociati e sottolineando che non erano presenti ufficiali. L'obiettivo era catturare alti ufficiali e politici di spicco.
Kavran ha inviato un altro gruppo dall'Austria che ha attraversato il confine jugoslavo-ungherese il 20 luglio. Al loro arrivo, l'UDBA ha appreso dai contadini nelle vicinanze di Koprivnica e Đurđevac che avevano incontrato cinque sospetti ribelli. Il gruppo è stato arrestato a Suhopolje il 29 luglio. Nel frattempo, Miloš ha dichiarato che come comandante del campo di concentramento di Jasenovac era responsabile di crimini di guerra e ha accettato di collaborare con l'UDBA: ha consegnato il codice ed i segnali radio ed ha firmato dei messaggi da inviare.
Nei mesi successivi, un gruppo dopo l'altro cadde nelle trappole dell'UDBA. Il percorso attraverso l'Ungheria è stato interrotto quando gli ungheresi arrestarono una guida che aiutava e conduceva gli ustascia attraverso il confine. In alternativa, l'UDBA ha organizzato una nuova linea per l'infiltrazione degli ustascia attraverso la Slovenia. La cattura dei gruppi infiltrati è proseguita fino all'estate. A causa del peggioramento delle relazioni jugoslavo-sovietiche dopo la scissione tra Tito e Stalin, l'UDBA temeva che ulteriori operazioni sarebbero state in pericolo, poiché il servizio di intelligence sovietico poteva essere a conoscenza delle tentate infiltrazioni degli ex ustascia e avrebbe potuto utilizzarle come strumento di propaganda contro la Jugoslavia.
Gli jugoslavi erano certi che Pavelić avesse lasciato l'Europa e che non sarebbe tornato in Jugoslavia, quindi l'obiettivo principale è diventato Kavran. L'UDBA lo ha attirato inviandogli un messaggio falso chiedendo il suo arrivo, altrimenti i suoi uomini avrebbero opposto resistenza senza il controllo di Kavran. L'ultimo gruppo del 3 luglio comprendeva lo stesso Kavran, che fu immediatamente arrestato. L'arresto di Kavran pose fine all'operazione Gvardijan. Il 9 o 10 luglio, l'UDBA ha inviato un dispaccio al centro ustascia di Villach:"Vi abbiamo fottuto. Punto. Tutti i vostri uomini sono nelle nostre prigioni". Tutti i 96 infiltrati furono arrestati o uccisi.
Nel 1948, i tribunali della Repubblica popolare di Croazia ne condannarono 20 (tra cui Miloš, Vrban e Kavran) all'impiccagione e alla perdita permanente di tutti i diritti e 57 alla morte per fucilazione, mentre gli altri furono condannati all'ergastolo o alla reclusione da 15 a 20 anni. Insieme a questo gruppo, ne esisteva un altro composto dall'ex colonnello della difesa contadina croata di Maček e da due ex cetnici. Quei tre uomini furono riuniti a Trieste dall'ex tenente colonnello cetnico Siniša Ocokoljić, si infiltrarono in Jugoslavia attraverso il mare Adriatico, ma furono arrestati.

## Elenco dei catturati nell'operazione Gvardijan
- Ljubo Miloš, maggiore della milizia ustascia, comandante del campo di concentramento di Jasenovac;
- Ante Vrban, maggiore della milizia ustascia, comandante del campo di concentramento di Stara Gradiška;
- Josip Tomljenović, tenente colonnello della milizia ustascia;
- Božidar Petračić, maggiore della milizia ustascia;
- Ivica Grzeta, maggiore;
- Mimo Rosandić, colonnello e funzionario del ministero delle Foreste durante la seconda guerra mondiale;
- Vladimir Sabolić, politico, prefetto del distretto di Posavje durante la seconda guerra mondiale;
- Božidar Kavran;